# 시와정

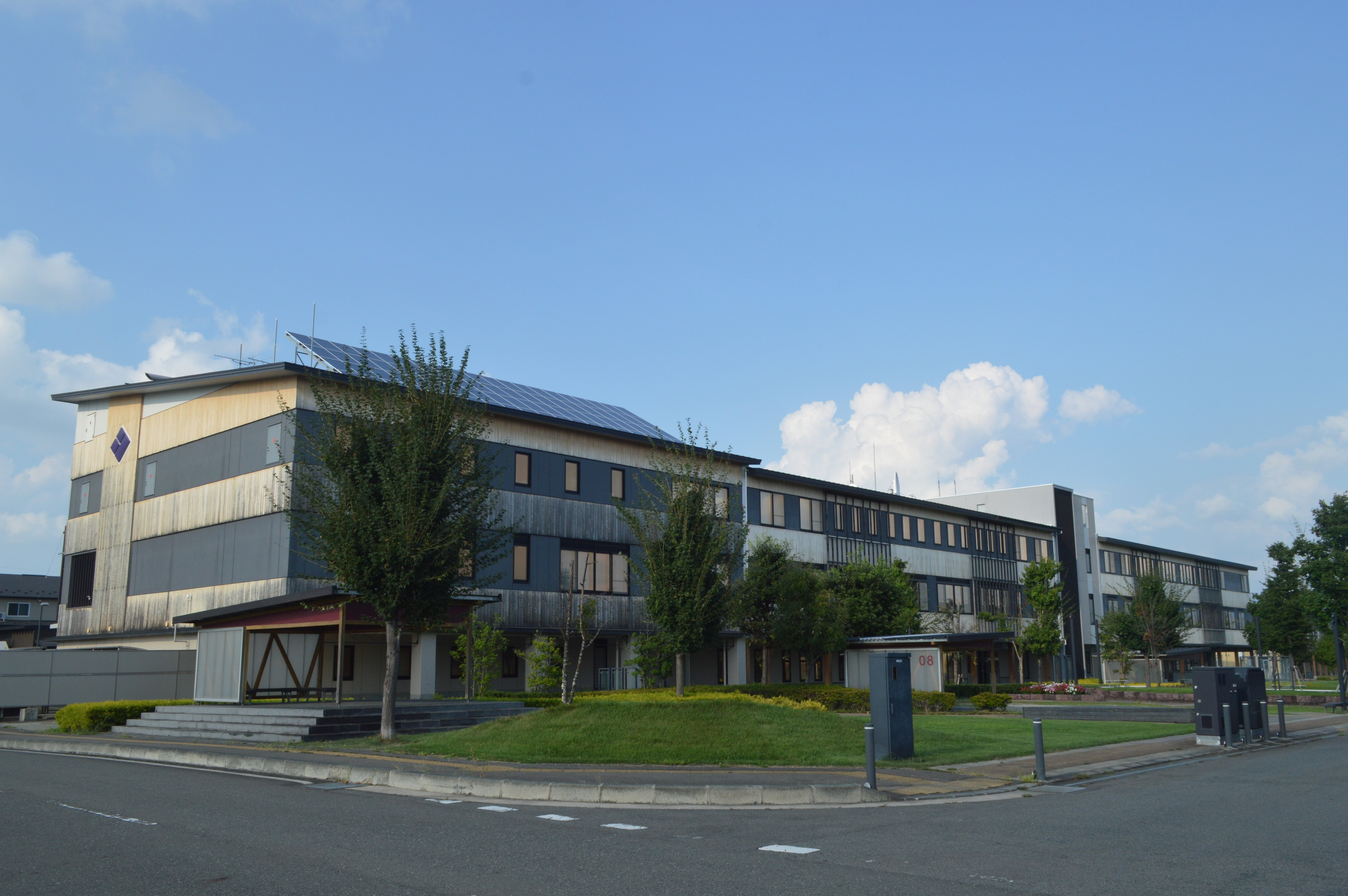
시와정사무소

시와정(일본어: 紫波町)은 일본 이와테현 중부에 있는 시와군의 정이다.
모리오카시의 베드타운으로 인구가 증가하고 있다.

## 역사
- 헤이안 시대에 쇼토쿠 천황에 의해 고스지(高水寺)가 창건되었다.
- 무로마치 시대에 아시카가씨의 일파인 시바씨가 현재의 히즈메 지구에 고스지성을 쌓았다.
- 아즈치모모야마 시대에 난부씨가 진출해 시바씨를 누르고 고스지성터에 고리야마성을 두었다.
- 에도 시대에 히즈메 지구는 오슈 가도의 역참 마을로 번창하였다.
- 1889년 4월 1일 - 정촌제 시행으로 시와군 히즈메정, 아카이시촌, 시와촌, 나카오카촌, 사히나이촌, 아카자와촌, 후루타테촌, 히코베촌, 스이분촌이 성립하였다.
- 1955년 4월 1일 - 히즈메정·아카이시촌·아카사와촌·사히나이촌·시와촌·스이분촌·나가오카촌·히코베촌·후루다테촌이 합병해 시와군 시와정이 탄생하였다.

## 인구
| 연도 | 인구   | ±%     |
| ---- | ------ | ------ |
| 1920 | 22,831 | —      |
| 1930 | 24,291 | +6.4%  |
| 1940 | 25,361 | +4.4%  |
| 1950 | 31,221 | +23.1% |
| 1960 | 29,327 | −6.1%  |
| 1970 | 26,459 | −9.8%  |
| 1980 | 27,787 | +5.0%  |
| 1990 | 29,856 | +7.4%  |
| 2000 | 33,038 | +10.7% |
| 2010 | 33,252 | +0.6%  |

## 기후
| 시와정의 기후                                                | 시와정의 기후 | 시와정의 기후 | 시와정의 기후 | 시와정의 기후 | 시와정의 기후 | 시와정의 기후 | 시와정의 기후 | 시와정의 기후 | 시와정의 기후 | 시와정의 기후 | 시와정의 기후 | 시와정의 기후 | 시와정의 기후   |
| 월                                                           | 1월           | 2월           | 3월           | 4월           | 5월           | 6월           | 7월           | 8월           | 9월           | 10월          | 11월          | 12월          | 연간            |
| ------------------------------------------------------------ | ------------- | ------------- | ------------- | ------------- | ------------- | ------------- | ------------- | ------------- | ------------- | ------------- | ------------- | ------------- | --------------- |
| 역대 최고 기온 °C (°F)                                       | 12.9 (55.2)   | 13.0 (55.4)   | 20.7 (69.3)   | 29.0 (84.2)   | 33.3 (91.9)   | 33.5 (92.3)   | 36.1 (97.0)   | 36.3 (97.3)   | 35.2 (95.4)   | 29.1 (84.4)   | 21.2 (70.2)   | 17.9 (64.2)   | 36.3 (97.3)     |
| 일평균 최고 기온 °C (°F)                                     | 1.7 (35.1)    | 2.8 (37.0)    | 7.4 (45.3)    | 14.4 (57.9)   | 20.1 (68.2)   | 23.8 (74.8)   | 26.9 (80.4)   | 28.2 (82.8)   | 24.1 (75.4)   | 17.9 (64.2)   | 10.9 (51.6)   | 4.2 (39.6)    | 15.2 (59.4)     |
| 일일 평균 기온 °C (°F)                                       | −2.0 (28.4)   | −1.3 (29.7)   | 2.4 (36.3)    | 8.5 (47.3)    | 14.4 (57.9)   | 18.6 (65.5)   | 22.2 (72.0)   | 23.3 (73.9)   | 19.1 (66.4)   | 12.6 (54.7)   | 6.1 (43.0)    | 0.5 (32.9)    | 10.4 (50.7)     |
| 일평균 최저 기온 °C (°F)                                     | −5.9 (21.4)   | −5.5 (22.1)   | −2.1 (28.2)   | 2.9 (37.2)    | 9.1 (48.4)    | 14.2 (57.6)   | 18.5 (65.3)   | 19.4 (66.9)   | 14.9 (58.8)   | 7.7 (45.9)    | 1.7 (35.1)    | −3.0 (26.6)   | 6.0 (42.8)      |
| 역대 최저 기온 °C (°F)                                       | −16.9 (1.6)   | −16.6 (2.1)   | −11.6 (11.1)  | −7.9 (17.8)   | −0.7 (30.7)   | 3.9 (39.0)    | 8.7 (47.7)    | 10.3 (50.5)   | 4.0 (39.2)    | −1.5 (29.3)   | −6.9 (19.6)   | −14.1 (6.6)   | −16.9 (1.6)     |
| 평균 강수량 mm (인치)                                        | 47.7 (1.88)   | 44.6 (1.76)   | 79.4 (3.13)   | 84.8 (3.34)   | 109.3 (4.30)  | 119.4 (4.70)  | 180.5 (7.11)  | 178.0 (7.01)  | 154.6 (6.09)  | 110.3 (4.34)  | 87.7 (3.45)   | 71.4 (2.81)   | 1,267.5 (49.90) |
| 평균 강수일수 (≥ 1.0 mm)                                     | 10.9          | 9.5           | 11.9          | 10.8          | 11.1          | 10.0          | 13.2          | 11.3          | 11.9          | 11.1          | 12.5          | 12.5          | 136.7           |
| 평균 월간 일조시간                                           | 100.0         | 111.4         | 151.4         | 176.2         | 191.6         | 166.9         | 133.7         | 155.0         | 130.3         | 136.6         | 117.1         | 95.1          | 1,665.1         |
| 출처: 일본 기상청 (평년값: 1991년~2020년, 극값: 1976년~현재) |               |               |               |               |               |               |               |               |               |               |               |               |                 |

## 교통

### 철도
- 동일본 여객철도 도호쿠 본선

### 도로
- 도호쿠 자동차도
- 국도 4호선
- 국도 396호선
- 국도 456호선(일본어판)

## 자매 도시
- 일본 후쿠시마현 후루도노정